# Store damm, Bohuslän
Store damm är en sjö i Kungälvs kommun i Bohuslän och ingår i Göta älv-Bäveåns kustområde.